# Jos Luhukay
Jos Luhukay (ur. 13 czerwca 1963 w Venlo) – holenderski piłkarz występujący na pozycji pomocnika. Trener piłkarski.

## Kariera piłkarska
Luhukay karierę rozpoczynał w 1979 roku w drugoligowym zespole VVV Venlo. Następnie grał w Venray SV oraz VOS Venlo, a w 1986 roku wrócił do VVV Venlo, grającego już w Eredivisie. W lidze tej zadebiutował 15 lutego 1987 roku w wygranym 3:0 meczu z Ajaksem, w którym strzelił także gola. W Venlo występował do 1989 roku.
Potem Luhukay grał w innych drużynach Eredivisie, SVV Schiedam oraz RKC Waalwijk. W 1993 roku przeszedł do niemieckiego SV 19 Straelen. Spędził tam dwa lata, a potem odszedł do pierwszoligowego KFC Uerdingen 05. W Bundeslidze zadebiutował 18 listopada 1995 roku w przegranym 1:2 spotkaniu z Bayerem 04 Leverkusen. W barwach Uerdingen zagrał dwa razy.
W 1996 roku wrócił do SV 19 Straelen, gdzie w 1998 roku zakończył karierę.

## Kariera trenerska
Luhukay karierę jako trener rozpoczął w 1998 roku w SV 19 Straelen. W 2000 roku przeszedł do KFC Uerdingen 05, a w 2002 roku został asystentem trenera 1. FC Köln. 30 października 2003 roku został tymczasowym szkoleniowcem tego zespołu. Poprowadził go jedynie w przegranym 1:2 meczu Bundesligi z Hannoverem 96, rozegranym 1 listopada 2003 roku. Dzień później został zastąpiony na stanowisku trenera przez Marcela Kollera. Luhukay został zaś jego asystentem.
Następnie, przez cały sezon 2005/2006 Luhukay prowadził drugoligowy SC Paderborn 07. W lutym 2007 roku został szkoleniowcem pierwszoligowej Borussii Mönchengladbach. W tym samym roku spadł z nią do 2. Bundesligi, ale w 2008 roku wrócił do Bundesligi. W Borussii pracował do października 2008 roku.
W kwietniu 2009 roku Luhukay został szkoleniowcem drugoligowego FC Augsburg. W 2011 roku awansował z nim do Bundesligi. Trenerem Augsburga był do końca sezonu 2011/2012. Od początku sezonu 2012/2013 objął drugoligową Herthę BSC, z którą awansował do Bundesligi.